# Копрофобија
Копрофобија (стгрч. κοπρος κοπρος - "измет, измет" и стгрч. φοβος φοβος - "страх") је патолошко стање паничног страха од фекалија налик неурози. 
Особа која пати од копрофобије доживљава нападе панике или гађење на ивици панике при погледу на отпадне производе живих организама (измет) и/или процес дефекације.